# Melanargia sublutescens
Melanargia sublutescens är en fjärilsart som beskrevs av Turati 1921. Melanargia sublutescens ingår i släktet Melanargia och familjen praktfjärilar. Inga underarter finns listade i Catalogue of Life.